# 塞凯伊人

塞凯伊人旗帜

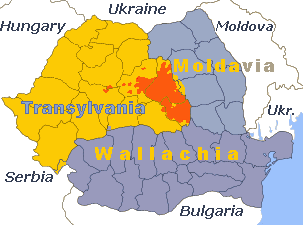
塞凯伊人（橙色）主要分布在罗马尼亚的特兰西瓦尼亚地区

塞凯伊人（匈牙利語：székelyek）是匈牙利人的一个分支，现有人口约85万，其中绝大多数分布在罗马尼亚塞凯伊地，为构成匈牙利裔罗马尼亚人的一个重要部分。
关于塞凯伊人的起源很早便有争议。现在一般认为塞凯伊人是匈牙利裔或匈化的阿瓦爾人的后代。